# România la Jocurile Olimpice de vară din 2004
România a participat la Jocurile Olimpice de vară din 2004 care au avut loc la Atena, Grecia, în perioada 13 - 29 august 2004. Canotoarea Elisabeta Lipă a fost portdrapelul României la ceremonia de deschidere.

## Joi, 19 august
- Răzvan Florea a cucerit medalia de bronz în proba de 200 m spate din cadrul întrecerilor olimpice de natație de la Atena, fiind cronometrat cu timpul de 1:57,56 (nou record național). A fost învins de americanul Aaron Peirsol 1:54,95 (după ce acesta a fost inițial descalificat pentru o întoarcere neregulamentară, însă recalificat mai apoi) și austriacul de origine sârbă Markus Rogan (1:57,35).

- Gimnasta română Nicoleta Daniela Sofronie s-a clasat a 5-a în concursul olimpic de individual compus la gimnastică, cu punctajul de 37,948. Oana Ban, una dintre favoritele la titlul absolut, a fost retrasă din concurs de către antrenorii Octavian Belu și Mariana Bitang, cu doar jumătate de oră înainte de începerea competiției, datorită unei accidentări la gleznă, survenite în timpul concursului pe echipe, când lucra la sol. Pe prima treaptă a podiumului s-a urcat americanca Carly Patterson (38,387), urmată de rusoaica în vârstă de 25 de ani Svetlana Horkina (38,211) și chinezoaica Nan Zhang (38,049).

## Miercuri, 18 august
- În concursul masculin de individual compus la gimnastică artistică, din cadrul Jocurilor Olimpice de vară de la Atena, sportivul român Ioan Suciu a ratat cu numai 99/1000 medalia de bronz. În schimb, principalul favorit român în această probă, Marian Drăgulescu, s-a clasat pe locul 8 cu 57,323. Titlul olimpic a fost câștigat de americanul Paul Hamm, urmat de sud-coreeni Kim Dae-Eun și Yang Tae-Young.

- Răzvan Florea a obținut calificarea în finala de 200m spate, în cadrul concursului olimpic de natație de la Atena, cu al patrulea timp (1:58,20), după ce s-a clasat al doilea în semifinala în care a evoluat. Simona Păduraru s-a calificat în finala probei feminine de 800 m din cadrul JO, clasându-se pe locul 3 în seria sa preliminară. Camelia Potec, a ratat calificarea în finală pe care și-o dorea foarte mult, ocupând doar poziția a 4-a în seria în care a evoluat. Specialistul român în procedeul fluture, Ioan Gherghel a ratat calificarea în finala la 100m fluture, după ce s-a clasat al 8-lea (ultimul) în seria sa.

- Echipajul feminin de dublu vâsle - categorie ușoară al României (format din Constanța Burcică și Angela Alupei) a câștigat prima semifinală din concursul olimpic de canotaj de la Atena. S-au mai calificat în finală din aceași semifinală Olanda, Germania și SUA.

- Echipajul feminin de 8+1, a reușit să învingă în recalificări, în concursul olimpic de canotaj, și va avea acces în finala acestei probe.

## Marți, 17 august
- Înotătorea Camelia Potec a câștigat finala la 200m liber, învingând marile favorite ale acestei probe, Federica Pellegrini (ITA), Solenne Figues (FRA) și Franziska van Almsick (GER), cu timpul 1:58,03. Ioan Gherghel a obținut locul 5 (1:56,10) în proba de 200m fluture, iar Beatrice Câșlaru (29 ani) s-a clasat pe locul 8 (ultimul) în proba de 200m mixt (2:15.40).

- Echipa feminină de gimnastică a României a obținut medalia de aur în concursul pe echipe de la Atena, învingând cu punctajul 114,283 Statele Unite (113,584) și Rusia (113,235) și apărându-și astfel titlul olimpic câștigat la Sydney cu echipă complet schimbată.

- La scrimă, Cătălina Gheorghițoaia a obținut locul 4 la categoria sabie, după ce a fost învinsă cu același scor (7-15) de către americancele Mariel Zagunis în semifinale și Sada Jacobson în lupta pentru medalia de bronz.

## Luni, 16 august
- Echipa masculină de gimnastică a obținut medalia de bronz în concursul olimpic pe echipe, fiind învinsă de Japonia și Statele Unite la ultimul aparat (bară). A fost prima medalie obținută de delegația României la aceste Jocuri Olimpice.

- Sportivi români Camelia Potec, Ioan Gherghel și Beatrice Câșlaru s-au calificat în finalele la 200m liber, 200m fluture și respectiv 200m mixt în concursul olimpic de natație.

## Duminică, 15 august
- Înotătorul Răzvan Florea s-a clasat pe locul 7 în finala  probei de 100 m spate din cadrul concursului olimpic de natație de la Atena. Finala a fost câștigată de japonezul Tomomi Morita.

- Echipajul feminin de 8+1 al României s-a clasat pe locul 2 în prima serie a concursului olimpic de canotaj academic de la Atena, urmând să evolueze în recalificări. Seria a fost câștigată de echipajul Statelor Unite, cu timpul de 5min56sec55/100, urmat de cel al României (5min56sec77/100) și cel al Germaniei (3sec20/100). Prima clasata s-a calificat direct in finala probei, restul echipajelor vor trage in recalificari.

- Înotătoarea română de la clubul Steaua Camelia Potec (antrenată de Doina Sava) s-a clasat pe locul patru în finala probei de 400 m liber, din cadrul concursului olimpic de natație de la Atena. Cursa a fost câștigată de înotătoarea franceză Laure Manaudou, care a adus prima medalie de aur pentru Franța la această Olimpiadă.

- Echipa masculină de gimnastică a României (Marius Urzică, Marian Drăgulescu, Ioan Suciu, Dan Potra, Răzvan Șelariu și Daniel Popescu) s-a clasat a treia în concursul pe echipe de la Atena, la sfârșitul calificărilor, urmând să participe în finala. Cu un punctaj de 230,019 puncte a fost devansată de Japonia 232,134 puncte și SUA 230,419 puncte.

- Echipa feminină de gimnastică a României a obținut cel mai bun punctaj în concursul pe echipe de la Atena, după întrecerile din primele două grupe, devansând SUA - 151,848 puncte și Rusia - 149,420 puncte. Întrecerile din ultimele două grupe s-au desfășurat în seara zilei de azi (duminică). Finala pe echipe a avut loc marți 17 august.

## Medalii obținute

### Aur
- Georgeta Damian și Viorica Susanu — canotaj, două rame
- Angela Alupei și Constanța Burcică-Pipotă — canotaj, două vâsle cat. ușoară
- Aurica Bărăscu, Georgeta Damian, Rodica Florea, Liliana Gafencu, Elena Georgescu, Doina Ignat, Elisabeta Lipă, Ioana Papuc și Viorica Susanu — canotaj, 8+1
- Cătălina Ponor — gimnastică, bârnă
- Cătălina Ponor — gimnastică, sol
- Monica Roșu — gimnastică, sărituri
- Cătălina Ponor, Silvia Stroescu, Oana Ban, Daniela Sofronie, Monica Roșu și Alexandra Eremia — gimnastică, echipe
- Camelia Potec — natație, 200m liber

### Argint
- Marian Oprea — atletism, triplusalt
- Ionela Târlea — atletism, 400 metri garduri
- Daniela Sofronie — gimnastică, sol
- Marian Drăgulescu — gimnastică, sol
- Marius Urzică — gimnastică, cal cu mânere

### Bronz
- Maria Cioncan — atletism, 1.500 metri
- Ionuț Gheorghe — box, cat. ușoară (64 kg)
- Alexandra Eremia — gimnastică, bârnă
- Marian Drăgulescu — gimnastică, sărituri
- Marius Urzică, Marian Drăgulescu, Ioan Suciu, Dan Potra, Răzvan Șelariu și Daniel Popescu)  — gimnastică, echipe
- Răzvan Florea — natație, 200m spate

## Atletism
Masculin
Probe pe teren
| Atlet            | Probă                | Calificări | Calificări | Finala       | Finala       |
| Atlet            | Probă                | Rezultat   | Loc        | Rezultat     | Loc          |
| ---------------- | -------------------- | ---------- | ---------- | ------------ | ------------ |
| Ștefan Vasilache | Săritura în înălțime | 2,25       | 15         | Nu a avansat | Nu a avansat |
| Bogdan Țăruș     | Săritura în lungime  | 8,08       | 8          | 8,21         | 8            |
| Marian Oprea     | Triplusalt           | 17,44      | 3          | 17,55        | 2            |
| Gheorghe Gușet   | Aruncarea greutății  | 19,68      | 14         | Nu a avansat | Nu a avansat |

Feminin
Probe pe șosea și pistă
| Atletă                                                         | Probă           | Serii Runda 1 | Serii Runda 1 | Semifinale   | Semifinale   | Finala       | Finala       |
| Atletă                                                         | Probă           | Rezultat      | Loc           | Rezultat     | Loc          | Rezultat     | Loc          |
| -------------------------------------------------------------- | --------------- | ------------- | ------------- | ------------ | ------------ | ------------ | ------------ |
| Ionela Târlea-Manolache                                        | 400 m garduri   | 54,41         | 1             | 53,32        | 2            | 53,38        | 2            |
| Angela Moroșanu Alina Rîpanu Maria Rus Ionela Târlea-Manolache | Ștafetă 4×400 m | 3:27,36       | 5             | N/A          | N/A          | 3:26,81      | 6            |
| Maria Cioncan                                                  | 800 m           | 1:59,64       | 1             | 1:59,44      | 2            | 1:59,62      | 7            |
| Maria Cioncan                                                  | 1500 m          | 4:06,68       | 1             | 4:06,69      | 1            | 3:58,39      | 3            |
| Alina Cucerzan                                                 | 1500 m          | 4:18,07       | 13            | Nu a avansat | Nu a avansat | Nu a avansat | Nu a avansat |
| Elena Iagăr                                                    | 1500 m          | 4:11,48       | 11            | Nu a avansat | Nu a avansat | Nu a avansat | Nu a avansat |
| Mihaela Botezan                                                | 10 000 m        | N/A           | N/A           | N/A          | N/A          | 31:11,24 RN  | 11           |
| Nuța Olaru                                                     | Maraton         | N/A           | N/A           | N/A          | N/A          | 2:34:45      | 13           |
| Constantina Diță                                               | Maraton         | N/A           | N/A           | N/A          | N/A          | 2:37:31      | 20           |
| Lidia Șimon                                                    | Maraton         | N/A           | N/A           | N/A          | N/A          | NAT          | NAT          |
| Norica Câmpean                                                 | 20 km marș      | N/A           | N/A           | N/A          | N/A          | 1:34:30      | 27           |
| Ana Maria Groza                                                | 20 km marș      | N/A           | N/A           | N/A          | N/A          | 1:34:56      | 29           |
| Daniela Cîrlan                                                 | 20 km marș      | N/A           | N/A           | N/A          | N/A          | 1:37:14      | 37           |

Probe pe teren
| Atletă                 | Probă                | Calificări | Calificări | Finala       | Finala       |
| Atletă                 | Probă                | Rezultat   | Loc        | Rezultat     | Loc          |
| ---------------------- | -------------------- | ---------- | ---------- | ------------ | ------------ |
| Adina Anton            | Săritura în lungime  | 6,47       | 17         | Nu a avansat | Nu a avansat |
| Alina Militaru         | Săritura în lungime  | FR         | —          | Nu a avansat | Nu a avansat |
| Adelina Gavrilă        | Triplusalt           | 14,56      | 11         | 13,86        | 15           |
| Mariana Solomon        | Triplusalt           | 14,42      | 16         | Nu a avansat | Nu a avansat |
| Oana Pantelimon        | Săritura în înălțime | 1,92       | 12         | 1,93         | 7            |
| Monica Iagăr           | Săritura în înălțime | 1,95       | 8          | 1,93         | 8            |
| Felicia Țilea-Moldovan | Aruncarea suliței    | 62,05      | 7          | 59,72        | 11           |
| Nicoleta Grasu         | Aruncarea discului   | 61,91      | 8          | 64,92        | 5            |

## Box
| Sportiv        | Probă  | Primul meci           | Al 2-lea meci           | Sferturi                | Semifinale               | Finală            | Loc |
| Sportiv        | Probă  | Adversar Rezultat     | Adversar Rezultat       | Adversar Rezultat       | Adversar Rezultat        | Adversar Rezultat | Loc |
| -------------- | ------ | --------------------- | ----------------------- | ----------------------- | ------------------------ | ----------------- | --- |
| Viorel Simion  | -57 kg | Langham (AUS) C 40–15 | Bernadski (BLR) C 38–13 | Seok-Hwan (KOR) P 19–35 | Nu a avansat             | Nu a avansat      | =5  |
| Ionuț Gheorghe | -64 kg | Karim (PAK) C 26–11   | Karagöllü (TUR) C 28–19 | Di Rocco (ITA) C 29–18  | Boonjumnong (THA) P 9–30 | Nu a avansat      | 3   |
| Marian Simion  | -75 kg | PAS                   | Yasser (EGY) P 24–36    | Nu a avansat            | Nu a avansat             | Nu a avansat      | =9  |

## Caiac canoe
| Sportiv                                                    | Probă      | Serie    | Serie | Semifinale | Semifinale | Finală        | Finală        |
| Sportiv                                                    | Probă      | Timp     | Loc   | Timp       | Loc        | Timp          | Loc           |
| ---------------------------------------------------------- | ---------- | -------- | ----- | ---------- | ---------- | ------------- | ------------- |
| Marian Băban Ștefan Vasile                                 | K-2 500 m  | 1:34,410 | 6     | 1:34,398   | 7          | nu au avansat | nu au avansat |
| Marian Băban Alexandru Ceaușu Vasile Curuzan Ștefan Vasile | K-4 1000 m | 2:55,324 | 4     | 2:53,994   | 1          | 3:03,107      | 7             |
| Florin Mironcic                                            | C-1 500 m  | 1:51,568 | 3     | 1:53,957   | 8          | nu a avansat  | nu a avansat  |
| Mitică Pricop                                              | C-1 1000 m | 4:00,559 | 4     | 3:59,640   | 5          | nu a avansat  | nu a avansat  |
| Silviu Simioncencu Florin Popescu                          | C-2 500 m  | 1:41,368 | 4     | 1:41,424   | 1          | 1:40,618      | 4             |
| Silviu Simioncencu Florin Popescu                          | C-2 1000 m | 3:30,419 | 1     | N/A        | N/A        | 3:43,858      | 4             |
| Florica Vulpeș Lidia Talpă                                 | K-2 500 m  | 1:45,386 | 7     | 1:45,770   | 5          | nu au avansat | nu au avansat |

## Canotaj
Masculin
| Sportivi                                                          | Probă                   | Serie   | Serie | Recalificări | Recalificări | Semifinale | Semifinale | Finală B | Finală B | Finală A | Finală A | Loc |
| Sportivi                                                          | Probă                   | Timp    | Loc   | Timp         | Loc          | Timp       | Loc        | Timp     | Loc      | Timp     | Loc      | Loc |
| ----------------------------------------------------------------- | ----------------------- | ------- | ----- | ------------ | ------------ | ---------- | ---------- | -------- | -------- | -------- | -------- | --- |
| Daniel Măstăcan Florin Corbeanu Ovidiu Cornea Gheorghița Munteanu | Patru rame fără cârmaci | 6:40,16 | 5     | 6:00,10      | 4            | N/A        | N/A        | N/A      | N/A      | N/A      | N/A      | 13  |

Feminin
| Sportive | Probă                        | Serie   | Serie | Recalificări | Recalificări | Semifinale | Semifinale | Finală C | Finală C | Finală B | Finală B | Finală A | Finală A | Loc |
| Sportive | Probă                        | Timp    | Loc   | Timp         | Loc          | Timp       | Loc        | Timp     | Loc      | Timp     | Loc      | Timp     | Loc      | Loc |
| --- | ---------------------------- | ------- | ----- | ------------ | ------------ | ---------- | ---------- | -------- | -------- | -------- | -------- | -------- | -------- | --- |
| Camelia Mihalcea Simona Strimbeschi | Dublu vâsle                  | 7:39,32 | 3     | 6:58,00      | 2            | N/A        | N/A        | N/A      | N/A      | N/A      | N/A      | 7:17,58  | 5        | 5   |
| Constanța Burcică Angela Alupei | Dublu vâsle categorie ușoară | 6:50,64 | 1     | N/A          | N/A          | 6:51,84    | 1          | N/A      | N/A      | N/A      | N/A      | 6:56,05  | 1        | 1   |
| Georgeta Andrunache Viorica Susanu | Dublu rame fără cârmaci      | 7:29,74 | 1     | N/A          | N/A          | N/A        | N/A        | N/A      | N/A      | N/A      | N/A      | 7:06,55  | 1        | 1   |
| Rodica Florea Viorica Susanu Aurica Bărăscu Ioana Papuc Liliana Gafencu Elisabeta Lipă Georgeta Andrunache Doina Ignat Elena Georgescu (cârmaci) | Opt rame cu cârmaci          | 5:56,77 | 2     | 6:03,99      | 1            | N/A        | N/A        | N/A      | N/A      | N/A      | N/A      | 6:17,70  | 1        | 1   |

## Ciclism
Mountain biking
| Sportiv      | Probă                  | Timp   | Loc |
| ------------ | ---------------------- | ------ | --- |
| Ovidiu Oprea | Cross-country masculin | -1 tur | 37  |

## Echitație
| Sportiv      | Cal      | Probă     | Dresaj | Dresaj | Cross Country | Cross Country | Cross Country | Sărituri     | Sărituri     | Sărituri     | Sărituri     | Sărituri     | Sărituri     | Total        | Total        |
| Sportiv      | Cal      | Probă     | Dresaj | Dresaj | Cross Country | Cross Country | Cross Country | Calificări   | Calificări   | Calificări   | Finală       | Finală       | Finală       | Total        | Total        |
| Sportiv      | Cal      | Probă     | Puncte | Loc    | Puncte        | Total         | Loc           | Puncte       | Total        | Loc          | Puncte       | Total        | Loc          | Puncte       | Loc          |
| ------------ | -------- | --------- | ------ | ------ | ------------- | ------------- | ------------- | ------------ | ------------ | ------------ | ------------ | ------------ | ------------ | ------------ | ------------ |
| Viorel Bubău | Carnaval | Întreceri | 80     | 75     | nu a terminat | nu a terminat | nu a terminat | nu a avansat | nu a avansat | nu a avansat | nu a avansat | nu a avansat | nu a avansat | nu a avansat | nu a avansat |

## Gimnastică
Masculin
| Sportiv           | Sol    | Sol | Sărituri | Sărituri | Paralele | Paralele | Bară   | Bară | Inele  | Inele | Cal cu mânere | Cal cu mânere | Compus  | Compus |
| Sportiv           | Puncte | Loc | Puncte   | Loc      | Puncte   | Loc      | Puncte | Loc  | Puncte | Loc   | Puncte        | Loc           | Puncte  | Loc    |
| ----------------- | ------ | --- | -------- | -------- | -------- | -------- | ------ | ---- | ------ | ----- | ------------- | ------------- | ------- | ------ |
| Ioan Suciu        | 9,650  | =17 | 9,637    | =10      | 9,500    | 39       | 9,412  | 46   | 9,487  | 48    | 9,712         | =9            | 57,648  | 4      |
| Marian Drăgulescu | 9,787  | 2   | 9,612    | 3        | 9,562    | 33       | 9,550  | =34  | 9,475  | 49    | 9,325         | 43            | 57,323  | 8      |
| Dan Potra         | 9,537  | 27  | 9,362    | 51       | 9,550    | 34       | 8,500  | =72  | 9,500  | =45   | 9,300         | 44            | 55,749  | 26     |
| Răzvan Șelariu    | 9,625  | 22  | 9,500    | =26      | 9,150    | =56      | 9,512  | 40   | 9,700  | =13   | N/A           | N/A           | 47,487  | 52     |
| Marius Urzică     | N/A    | N/A | N/A      | N/A      | 9,700    | =12      | 9,675  | 24   | N/A    | N/A   | 9,825         | 2             | 29.187  | 80     |
| Daniel Popescu    | N/A    | N/A | N/A      | N/A      | N/A      | N/A      | N/A    | N/A  | 9,562  | 40    | 9,625         | 19            | 19,187  | 93     |
| România           |        |     |          |          |          |          |        |      |        |       |               |               | 172,384 | 3      |

Feminin
| Sportivă         | Sol    | Sol | Sărituri | Sărituri | Paralele inegale | Paralele inegale | Bârnă  | Bârnă | Compus  | Compus |
| Sportivă         | Puncte | Loc | Puncte   | Loc      | Puncte           | Loc              | Puncte | Loc   | Puncte  | Loc    |
| ---------------- | ------ | --- | -------- | -------- | ---------------- | ---------------- | ------ | ----- | ------- | ------ |
| Daniela Sofronie | 9,562  | 2   | 9,425    | 9        | 9,462            | 6                | 9,487  | 12    | 37,948  | 5      |
| Oana Ban         | 9,600  | 4*  | 9,325    | 23       | 9,425            | 29               | 9,625  | 5*    | 37,975  | 3*     |
| Cătălina Ponor   | 9,750  | 1   | 9,500    | 5*       | N/A              | N/A              | 9,787  | 1     | 28,962  | 64     |
| Monica Roșu      | 9,350  | 25  | 9,656    | 1        | 9,375            | =33              | N/A    | N/A   | 28,400  | 66     |
| Alexandra Eremia | 9,150  | 40  | N/A      | N/A      | 9,287            | 41               | 9,700  | 3     | 28,124  | 68     |
| Silvia Stroescu  | N/A    | N/A | 9,225    | =34      | 9,325            | 39               | 9,512  | =10   | 28,062  | 69     |
| România          |        |     |          |          |                  |                  |        |       | 114,283 | 1      |

* S-a calificat în finală dar nu a participat acolo.

## Haltere
| Sportiv           | Probă  | Smuls    | Smuls | Aruncat           | Aruncat           | Total         | Loc           |
| Sportiv           | Probă  | Rezultat | Loc   | Rezultat          | Loc               | Total         | Loc           |
| ----------------- | ------ | -------- | ----- | ----------------- | ----------------- | ------------- | ------------- |
| Adrian Jigău      | −56 kg | 120,0    | =7    | 155,0             | =3                | 275,0         | 6             |
| Florin Veliciu    | −62 kg | 110,0    | 16    | 135,0             | 14                | 245,0         | 14            |
| Stănel Stoica     | −69 kg | 142,5    | =8    | 160,0             | =10               | 302,5         | 9             |
| Sebastian Dogariu | −77 kg | 155,0    | =10   | 190,0             | =10               | 345,0         | 10            |
| Claudiu Hegheduș  | −77 kg | FR       | –     | nu a terminat     | nu a terminat     | nu a terminat | nu a terminat |
| Valeriu Calancea  | −85 kg | 160,0    | =10   | nu a luat startul | nu a luat startul | nu a terminat | nu a terminat |
| Mărioara Munteanu | −53 kg | 85,0     | 5     | 105,0             | 4                 | 190,0         | 4             |

## Judo
Masculin
| Sportiv        | Probă   | Primul meci       | Al 2-lea meci     | Al 3-lea meci     | Sferturi de finală | Semifinale        | Recalificări      | Recalificări      | Recalificări      | Runda finală      | Loc |
| Sportiv        | Probă   | Adversar Rezultat | Adversar Rezultat | Adversar Rezultat | Adversar Rezultat  | Adversar Rezultat | Adversar Rezultat | Adversar Rezultat | Adversar Rezultat | Adversar Rezultat | Loc |
| -------------- | ------- | ----------------- | ----------------- | ----------------- | ------------------ | ----------------- | ----------------- | ----------------- | ----------------- | ----------------- | --- |
| Claudiu Baștea | −73 kg  | PAS               | Mariko (MLI) C    | Neto (POR) P      | Nu a avansat       | Nu a avansat      | Nu a avansat      | Nu a avansat      | Nu a avansat      | Nu a avansat      |     |
| Gabi Munteanu  | +100 kg | N/A               | N/A               | Tmenov (RUS) P    | Nu a avansat       | Nu a avansat      | Nu a avansat      | Nu a avansat      | Nu a avansat      | Nu a avansat      |     |

Feminin
| Sportiv       | Probă  | Primul meci       | Al 2-lea meci     | Sferturi de finală      | Semifinale        | Recalificări      | Recalificări      | Recalificări      | Runda finală      | Loc |
| Sportiv       | Probă  | Adversar Rezultat | Adversar Rezultat | Adversar Rezultat       | Adversar Rezultat | Adversar Rezultat | Adversar Rezultat | Adversar Rezultat | Adversar Rezultat | Loc |
| ------------- | ------ | ----------------- | ----------------- | ----------------------- | ----------------- | ----------------- | ----------------- | ----------------- | ----------------- | --- |
| Alina Dumitru | −48 kg | PAS               | Șișkina (KAZ) C   | Zemla-Krajewska (POL) C | Tani (JPN) P      | N/A               | N/A               | Feng (CHN) P      | Nu a avansat      | =5  |
| Ioana Aluaș   | −52 kg | Stormont (NZL) C  | Euranie (FRA) P   | N/A                     | N/A               | Monteiro (POR) C  | Souakri (ALG) P   | Nu a avansat      | Nu a avansat      | =7  |

## Lupte
Masculin greco-roman
| Sportiv         | Probă  | Primul meci       | Al 2-lea meci       | Al 3-lea meci     | Sferturi de finală | Semifinale        | Finală / FM       | Loc |
| Sportiv         | Probă  | Adversar Rezultat | Adversar Rezultat   | Adversar Rezultat | Adversar Rezultat  | Adversar Rezultat | Adversar Rezultat | Loc |
| --------------- | ------ | ----------------- | ------------------- | ----------------- | ------------------ | ----------------- | ----------------- | --- |
| Marian Sandu    | -55 kg | Dae-Won (KOR) P   | Yong-Gyun (KAZ) C   | N/A               | Nu a avansat       | Nu a avansat      | Nu a avansat      | 11  |
| Eusebiu Diaconu | -60 kg | Gruenwald (USA) C | Passos (POR) C      | N/A               | Ji-Hyeon (KOR) P   | Nu a avansat      | Nu a avansat      | 7   |
| Petru Sudureac  | -96 kg | Ežerskis (LTU) P  | Hashemzadeh (IRI) C | N/A               | nu a avansat       | nu a avansat      | nu a avansat      | 15  |

Masculin stil liber
| Sportiv        | Probă   | Primul meci       | Al 2-lea meci     | Al 3-lea meci     | Sferturi de finală | Semifinale        | Finală / FM       | Loc |
| Sportiv        | Probă   | Adversar Rezultat | Adversar Rezultat | Adversar Rezultat | Adversar Rezultat  | Adversar Rezultat | Adversar Rezultat | Loc |
| -------------- | ------- | ----------------- | ----------------- | ----------------- | ------------------ | ----------------- | ----------------- | --- |
| Nicolae Ghiță  | -84 kg  | Sajidov (RUS) P   | Aliev (TJK) P     | Sène (SEN) C      | nu a avansat       | nu a avansat      | nu a avansat      | 9   |
| Rareș Chintoan | -120 kg | Polatçı (TUR) P   | Thiele (GER) P    | N/A               | nu a avansat       | nu a avansat      | nu a avansat      | 19  |

## Natație
| Sportiv                                                       | Probă         | Serie    | Serie | Semifinală   | Semifinală   | Finală A      | Loc |
| Sportiv                                                       | Probă         | Timp     | Loc   | Timp         | Loc          | Timp          | Loc |
| ------------------------------------------------------------- | ------------- | -------- | ----- | ------------ | ------------ | ------------- | --- |
| Dragoș Coman                                                  | 400 m liber   | 3:51,73  | 6     | N/A          | N/A          | nu a avansat  | 16  |
| Dragoș Coman                                                  | 1500 m liber  | 15:06,33 | 2     | N/A          | N/A          | 15:10,21      | 7   |
| Răzvan Florea                                                 | 100 m spate   | 55,77    | 6     | 55,27        | 7            | nu a avansat  | 10  |
| Răzvan Florea                                                 | 200 m spate   | 1:58,81  | 3     | 1:58,20      | 2            | 1:57,56       | 3   |
| Ștefan Gherghel                                               | 100 m fluture | 53,89    | 8     | nu a avansat | nu a avansat | nu a avansat  | 27  |
| Ștefan Gherghel                                               | 200 m fluture | 1:58,12  | 4     | 1:57,31      | 4            | 1:56,10       | 5   |
| Larisa Lăcustă                                                | 200 m liber   | 2:06,62  | 4     | nu a avansat | nu a avansat | nu a avansat  | 38  |
| Camelia Potec                                                 | 200 m liber   | 2:00,50  | 3     | 1:59,25      | 5            | 1:58,03       | 1   |
| Camelia Potec                                                 | 400 m liber   | 4:07,39  | 1     | N/A          | N/A          | 4:06,34       | 4   |
| Simona Păduraru                                               | 400 m liber   | 4:10,39  | 3     | N/A          | N/A          | nu a avansat  | 11  |
| Simona Păduraru                                               | 800 m liber   | 8:34,15  | 3     | N/A          | N/A          | 8:37,02       | 8   |
| Camelia Potec                                                 | 800 m liber   | 8:41,20  | 5     | N/A          | N/A          | nu a avansat  | 16  |
| Beatrice Câșlaru                                              | 200 m mixt    | 2:14,70  | 2     | 2:14,25      | 3            | 2:15,40       | 8   |
| Beatrice Câșlaru                                              | 400 m mixt    | 4:46,94  | 6     | N/A          | N/A          | nu a avansat  | 14  |
| Beatrice Cășlaru Larisa Lăcusță Simona Păduraru Camelia Potec | 4x200 m liber | 8:09,67  | 5     | N/A          | N/A          | nu au avansat | 11  |

## Sărituri în apă
| Atlet          | Probă              | Calificare | Calificare | Semifinală   | Semifinală   | Finală       | Finală       |
| Atlet          | Probă              | Puncte     | Loc        | Puncte       | Loc          | Puncte       | Loc          |
| -------------- | ------------------ | ---------- | ---------- | ------------ | ------------ | ------------ | ------------ |
| Ramona Ciobanu | 10 metri platformă | 268,23     | 24         | nu a avansat | nu a avansat | nu a avansat | nu a avansat |

## Scrimă
Șase scrimeri au luat parte la cinci probe.
| Floretă feminin                              |
| -------------------------------------------- |
| Laura Badea: locul 5 Roxana Scarlat: locul 9 |
| Spadă masculin                               |
| Alexandru Nyisztor: locul 31                 |
| Spadă feminin                                |
| Ana Maria Brânză: locul 16                   |
| Sabie masculin                               |
| Mihai Covaliu: locul 7                       |
| Sabie feminin                                |
| Cătălina Gheorghițoaia: locul 4              |

## Tenis
| Sportiv                     | Probă           | Primul meci                    | Al doilea meci                    | Al treila meci | Sferturi      | Semifinale    | Finală / FM   | Loc |
| Sportiv                     | Probă           | Adversar Scor                  | Adversar Scor                     | Adversar Scor  | Adversar Scor | Adversar Scor | Adversar Scor | Loc |
| --------------------------- | --------------- | ------------------------------ | --------------------------------- | -------------- | ------------- | ------------- | ------------- | --- |
| Andrei Pavel                | Simplu masculin | Karlović (CRO) P 4-6, 7-6, 2-6 | Nu a avansat                      | Nu a avansat   | Nu a avansat  | Nu a avansat  | Nu a avansat  | =33 |
| Victor Hănescu              | Simplu masculin | Arthurs (AUS) P 4-6, 6-7       | Nu a avansat                      | Nu a avansat   | Nu a avansat  | Nu a avansat  | Nu a avansat  | =33 |
| Victor Hănescu Andrei Pavel | Dublu masculin  | N/A                            | Kiefer/Schüttler (GER) P 5-7, 6-7 | Nu au avansat  | Nu au avansat | Nu au avansat | Nu au avansat | =17 |

## Tenis de masă
| Sportiv                      | Probă           | Runda 1           | Runda 2                | Runda 3                 | Runda 4           | Sferturi          | Semifinale        | Finală / FM       | Loc |
| Sportiv                      | Probă           | Adversar Rezultat | Adversar Rezultat      | Adversar Rezultat       | Adversar Rezultat | Adversar Rezultat | Adversar Rezultat | Adversar Rezultat | Loc |
| ---------------------------- | --------------- | ----------------- | ---------------------- | ----------------------- | ----------------- | ----------------- | ----------------- | ----------------- | --- |
| Adrian Crișan                | Simplu masculin | PAS               | Lupulesku (USA) C 4–0  | Peng-Lung (TPE) P 1–4   | Nu a avansat      | Nu a avansat      | Nu a avansat      | Nu a avansat      | =17 |
| Adriana Zamfir               | Simplu feminin  | PAS               | Shaban (JOR) C 4–1     | Ling (HKG) C 4–2        | Nan (CHN) P 1–4   | Nu a avansat      | Nu a avansat      | Nu a avansat      | =9  |
| Mihaela Șteff                | Simplu feminin  | PAS               | PAS                    | Hyang-Mi (PRK) P 2–4    | Nu a avansat      | Nu a avansat      | Nu a avansat      | Nu a avansat      | =17 |
| Otilia Bădescu               | Simplu feminin  | PAS               | Kravchenko (ISR) P 2–4 | Nu a avansat            | Nu a avansat      | Nu a avansat      | Nu a avansat      | Nu a avansat      | =33 |
| Mihaela Șteff Otilia Bădescu | Dublu feminin   | PAS               | PAS                    | Tan/Xueling (SGP) P 1–4 | Nu au avansat     | Nu au avansat     | Nu au avansat     | Nu au avansat     | =17 |

## Tir
| Sportiv       | Probă                        | Puncte | Loc |
| ------------- | ---------------------------- | ------ | --- |
| Sorin Babii   | pistol liber 50 m            | 553    | =18 |
| Sorin Babii   | pistol cu aer comprimat 10 m | 579    | =13 |
| Iulian Raicea | pistol cu aer comprimat 10 m | 570    | 39  |
| Iulian Raicea | pistol viteză 25 m           | 687,6  | 5   |

## Legături externe
Materiale media legate de România la Jocurile Olimpice de vară din 2004 la Wikimedia Commons
- Echipa olimpică a României Arhivat în 1 noiembrie 2021, la Wayback Machine. la Comitetul Olimpic si Sportiv Român
- Jocurile Olimpice de la Atena (TVR)
- en  Romania at the 2004 Summer Olympics la Olympedia.org
- en  România la Olimpiada de la Atena (BBC)